# Fosdyke
Fosdyke – wieś w Anglii, w hrabstwie Lincolnshire, w dystrykcie Boston. Leży 52 km na południowy wschód od Lincoln i 153 km na północ od Londynu.